# Campaña de Overland

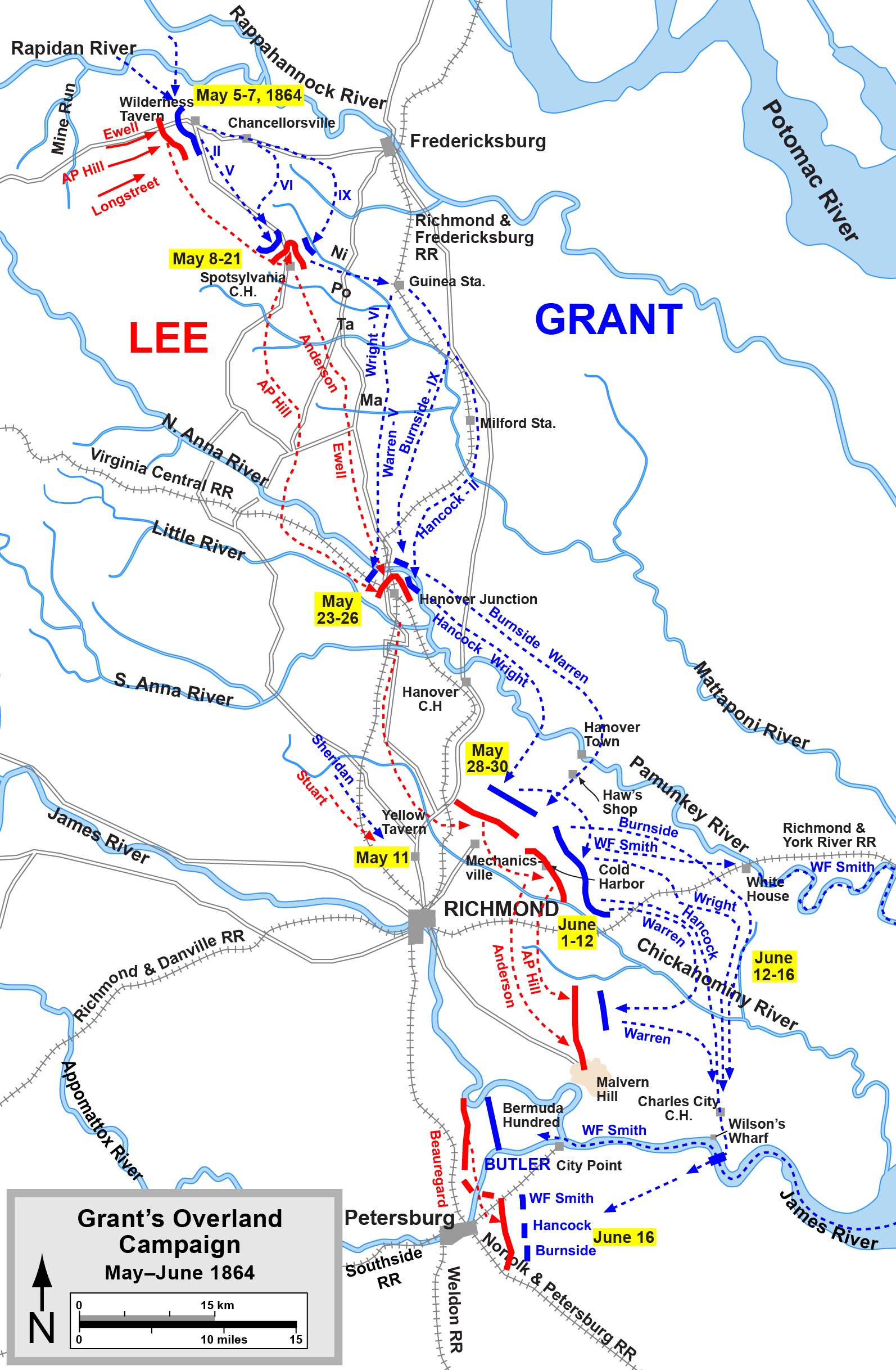
La campaña de Overland de Grant
Confederación
Unión

La campaña de Overland fue una serie de batallas libradas en Virginia durante mayo y junio de 1864 en la Guerra Civil Americana. El teniente general Ulysses S. Grant, general en jefe de todos los ejércitos de la Unión, dirigió personalmente las acciones del Ejército del Potomac, comandado por el general George G. Meade y otras fuerzas contra el general confederado Robert E. Lee y su ejército del norte de Virginia. 
Aunque Grant sufrió graves pérdidas durante la campaña y fracasó en vencer a Lee y tomar Richmond, aun así fue una victoria estratégica de la Unión, ya que pudo a través de una guerra de desgaste asentarse al este de Richmond y Petersburgo sin que Lee pudiese hacer algo al respecto. Eso sentó las bases para que pudiese vencer a Lee y tomar Richmond un año más tarde, lo que poco tiempo después llevó a la capitulación de la Confederación.

## Antecedentes
El presidente Abraham Lincoln se dio cuenta a principios de 1864 de que, si iba a permanecer en el cargo y reunificar a la nación, necesitaba victorias y las necesitaba rápidamente. Para ello, se dirigió al general Ulysses S. Grant. Lincoln nombró a Grant por ello General-en-Jefe y lo puso al mando de los ejércitos de la Unión en todo el país en febrero de 1864.
Según lo planeado, Grant guíaría a los ejércitos de la Unión hacia el objetivo de destruir las fuerzas confederadas. Debido a su nuevo rango, Grant llegó al Este para supervisar personalmente la lucha contra el confederado General Robert E. Lee, a quien veía como la principal amenaza para ello. El ejército de Lee había perseverado contra numerosos generales de la Unión durante varios años y Grant creía que podría finalmente destruir al famoso Ejército de Lee en el norte de Virginia con la ayuda del Ejército del Potomac comandado por George Meade. 
Juntos elaboraron un plan para ello. En lugar de ir por mar, como George McClellan había hecho en 1862, Grant y Meade, según el plan elaborado por ambos, se moverían a través de Virginia. Dieron así la campaña su nombre de "Overland (por tierra)". Si bien el intento de McClellan en 1862 había minimizado las bajas para acercarse a la capital confederada, esa campaña finalmente fracasó. El enfoque de Grant probablemente traería más víctimas, pero su firme resolución significó que las fuerzas de la Unión seguirían adelante sin importar la pérdidas. Grant sabía que tenía más hombres que escatimar que el ejército confederado de Lee y más recursos.

## La campaña

### La espesura
El derramamiento de sangre comenzó el 5 de mayo de 1864. Después de cruzar el río Rapidan el día anterior, Grant quiso obligar a Lee a salir de sus fortificaciones de invierno para luchar. Lee avanzó como esperó Grant, pero más rápidamente de lo previsto. Así pudo atacar a Grant cerca del sitio de la batalla de Chancellorsville en 1863 en un denso bosque antes de que Grant pudiese dejarlo para llegar a campo abierto. Por ello la batalla, que luego empezó, fue llamada apropiadamente la batalla de la espesura. Con maleza, árboles y terreno difícil, las fuerzas de la Unión tuvieron por ello dificultades para combatir a los confederados. El 5, 6 y 7 de mayo, los dos ejércitos se enfrentaron en una de las batallas más sangrientas de la guerra. Los incendios en el bosque, que causaron los enfrantamientos, quemaron a los soldados heridos vivos, y reinó la confusión suprema. Durante esos tres días Lee pudo detener a la Unión e inflingirle altas pérdidas.

### Spotsylvania
Grant consciente, que no podía avanzar más por el lugar, se retiró, pero no volvió al norte. En vez de ello decidió intentar flanquear a Lee por el sudeste. Así intentó moverse hacia el Palacio de Justicia de Spotsylvania, esperando interponerse así entre Lee y Richmond en campo abierto. Si bien Grant tuvo la idea correcta, Lee se movió demasiado rápido para ser superado. Para el 8 de mayo, el ejército de Lee había llegado a Spotsylvania, tomando posiciones defensivas antes de que llegaran los federales. La batalla de Spotsylvania comenzó ese día y duró hasta el 21 de mayo. En esa batalla el general Robert Lee estuvo expuesto a constantes ataques del general Grant, que pudo, aunque con mucho esfuerzo, detener. Al final de la batalla de casi dos semanas en Spotsylvania, se agregaron unas 30.000 bajas combinadas al costo de la campaña. Además de la pérdidas en la espesura, casi 60,000 hombres ya habían caído en unas pocas semanas.

### Yellow Tavern
Mientras los combates se desarrollaban en Spotsylvania, la caballería de la Unión dirigida por el general de división Phillip Sheridan hizo un movimiento audaz hacia Richmond para enfrentarse a la caballería confederada bajo el mando del general de división Jeb Stuart. Así, el 11 de mayo, la batalla de Yellow Tavern se libró. Durante esa lucha, Stuart fue herido de muerte. Falleció al día siguiente. Su muerte fue un golpe grave para Lee y para la Confederación.

### Río North Anna
Para el 20 de mayo, Grant había decidido una vez más intentar su maniobra hacia el sudeste. Comenzó un avance hacia el río North Anna. Allí otra batalla ocurrió tres días más tarde, que duró hasta el 26 de mayo. Esa batalla, que fue inconclusa, debilitó aún más a los ejércitos, pero Grant no pudo romper el frente otra vez. Para el 27 de mayo, Grant decidió por ello girar otra vez hacia el sudeste, avanzando hacia el río Pamunkey. Para cada una de estas maniobras, Grant estaba empujando más y más al sur. Así, a pesar de todo, se acercó aun así, aunque de forma indirecta, a Richmond.

### Cold Harbor
Después de que una fuerza avanzada de soldados de la Unión ganó el control de Cold Harbor el 31 de mayo, el resto de las fuerzas en ambos lados comenzaron luego a llegar en los próximos días, y los Confederados establecieron allí una fuerte línea de defensa. Grant ordenó a sus hombres atacar el 3 de junio, y sus tropas sufrieron enormes bajas sin lograr desalojar al enemigo. La batalla de Cold Harbor, que duró hasta el 12 de junio, fue una victoria para Lee y sus fuerzas confederadas. Aun así, si bien habían infligido casi tres veces más bajas en el ejército de la Unión que las que habían sufrido, las pérdidas crecientes de la campaña  tuvieron un efecto mayor en los confederados. 

### Río James
El 12 de junio de 1864, Grant comenzó lo que sería un movimiento brillante y exitoso alrededor del flanco derecho de la Confederación. Es uno de los grandes movimientos de la guerra. Esta vez el general Grant engañó a Lee por completo enviando a su caballería para atacar Trevilian Station para que Lee no pudiese utilizar su caballería como fuente de información. Dejó además algunas tropas atrás para retener la atención del general Lee al norte del río James y luego movió a su inmenso ejército otra vez hacia el sudeste en dirección hacia el río James. Los ingenieros de la Unión pudieron así construir entre el 14 y el 15 de junio uno de los puentes de pontones más impresionantes de toda la guerra a través del río James cerca de Weyanoke , una proeza de ingeniería que dejó a los oficiales de ambos lados con verdadero asombro. El general Lee pensaba al principio a través de esas pocas tropas, que quedaron atrás que sólo iba a hacer un movimiento pequeño hacia el sur y fue por ello sorprendido. Gracias a ese puente de más de 1 km de largo y de más de 3 metros de ancho el general Grant pudo hacer cruzar a todo su ejército durante el 15 de junio, aunque no pudo aprovechar la situación una vez que pudieron cruzar el río y tomar Petersburgo, que era central para el abastecimiento de Richmond, y conseguir así tomarlo por la presencia de tropas en el lugar y por la posterior llegada del ejército del general Robert Lee.

### Saint Mary´s Church
La campaña de Overland terminó con la batalla de Saint Mary´s Church el 24 de junio, cuando los confederados superaron a parte de la caballería de la Unión que venía de Trevilian Station. Sin embargo aun así no pudieron detener el progreso del ejército de la Unión hacia el río James. Con ello la confederación perdió la última oportunidad de revertir la nueva situación estratégica en el frente, que era ahora peor para los confederados.

## Consecuencias
El asedio de Petersburgo había comenzado. 55 000 unionistas y 33 000 confederados murieron en la campaña.
Aunque Grant fracasó en sus objetivos, aun así había conseguido establecerse en el este de Richmond y de Petersburgo sin que Lee pudiese hacer algo al respecto. De esa manera Grant consiguió poner bajo directa amenaza a Richmond. Como consecuencia Grant, a pesar de las victorias tácticas que consiguió Lee, consiguió estrategicamente, a pesar de todo, un muy importante y decisivo éxito hacia su objetivo de vencer a Lee y tomar Richmond más tarde sin que Lee, debilitado por los combates, pudiese hacer algo al respecto, que bajo la nueva situación no tuvo otra opción que hacer desde entonces una guerra exclusivamente defensiva en la región. El principio del fin de la Confederación había por ello comenzado.